# Brücke über Sand
Brücke über Sand ist eine Installation auf dem Buchenwaldplatz in Weimars Nordvorstadt.
Geschaffen wurde die aus verschiedenen Gesteinen gefertigte symbolische bogenförmige Brücke von dem Weimarer Bildhauer Walter Sachs. Geschaffen wurde sie vor 2014. Erwähnt wurde das Kunstwerk im RathausKurier, dem Amtsblatt von Weimar, in der Ausgabe Juli 2014. Es befindet sich gegenüber dem Ernst-Thälmann-Denkmal. Außerdem sind in dem Bereich mehrere weitere bearbeitete Steine angelegt, die das Arrangement ergänzen, wie u. a. eine Schnecke. An der symbolhaften Brücke sind am Scheidel im dunklen Gestein fabelartige Wesen dargestellt, während die Bogenteile aus Travertin gearbeitet sind. An einem Ende des dunklen Steinblocks ist ein sitzender Riese mit gekreuzten Armen dargestellt, während am anderen Ende das Gesicht eines Ziegenbocks oder eines Teufels dargestellt ist.
Es ist nicht die einzige Installation von Sachs im öffentlichen Raum Weimars. Dazu zählen der Löwe und Dünner Jüngling in der Löwen-Apotheke am Goethe-Platz bzw. der Versunkene Riese und das Wasserspiel „Spucken und Schlucken“.

Brücke über Sand
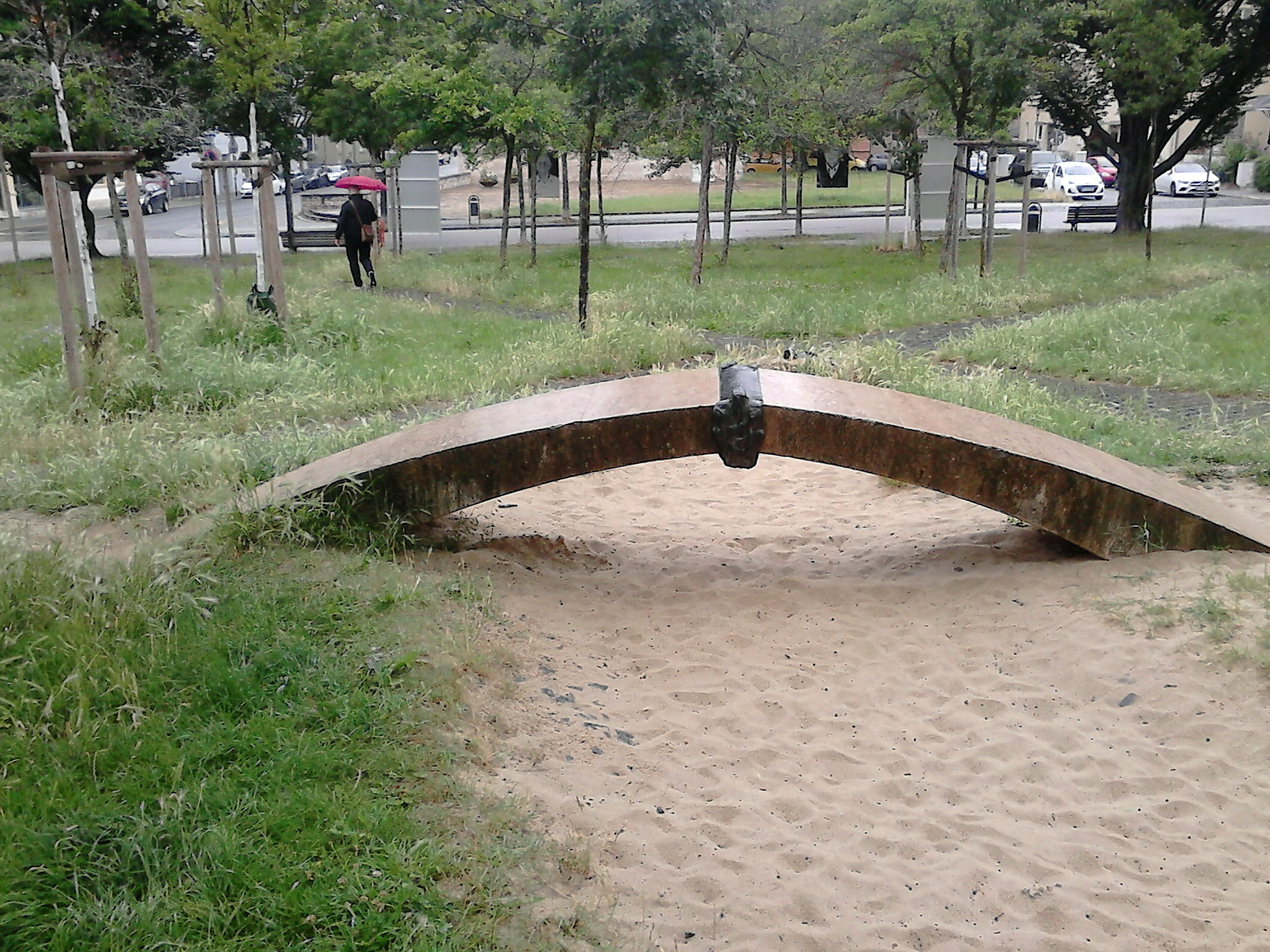
Brücke über Sand
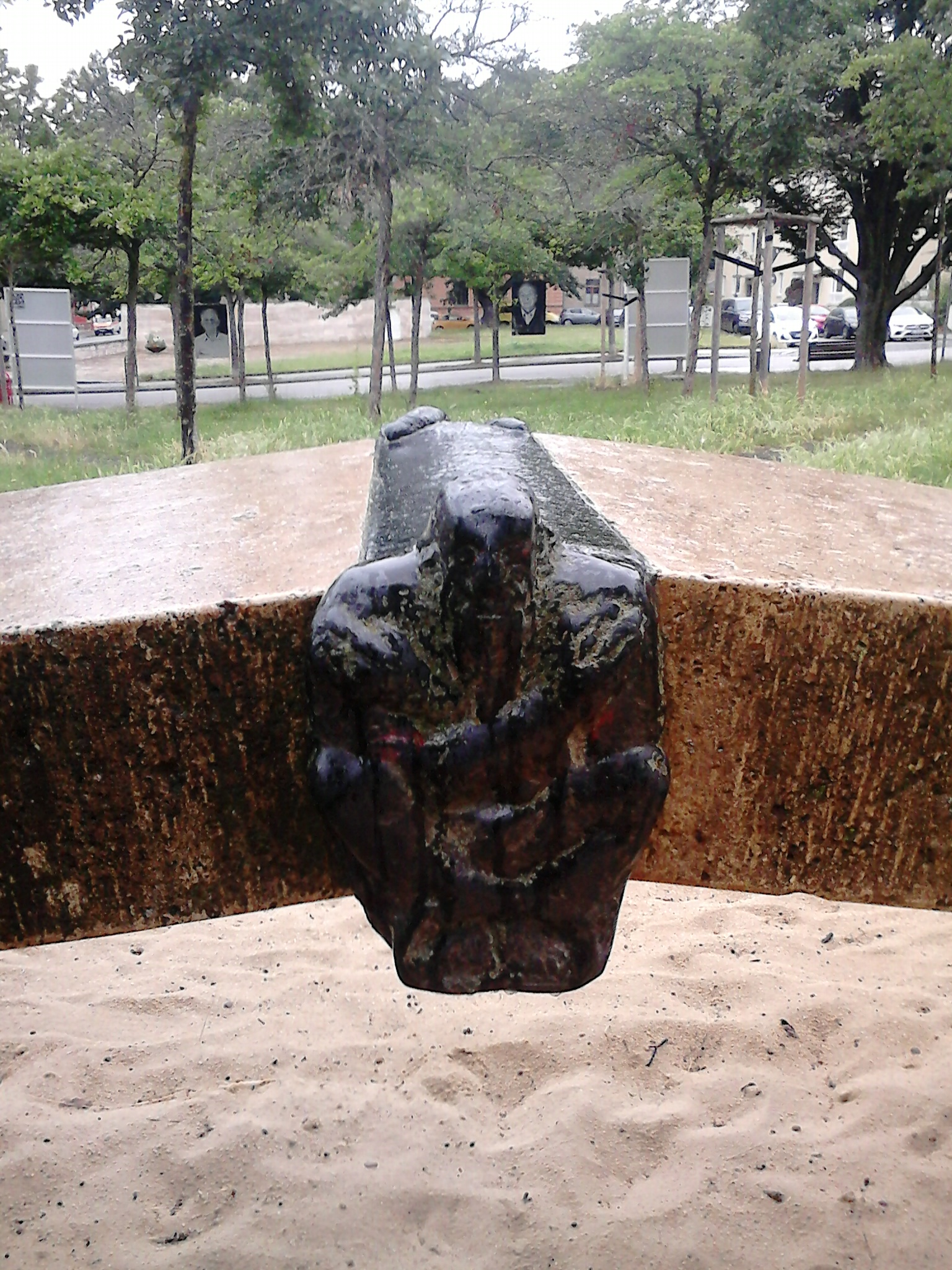
Brücke über Sand, Sitzende Figur im Scheitel, die wohl einen Riesen darstellt
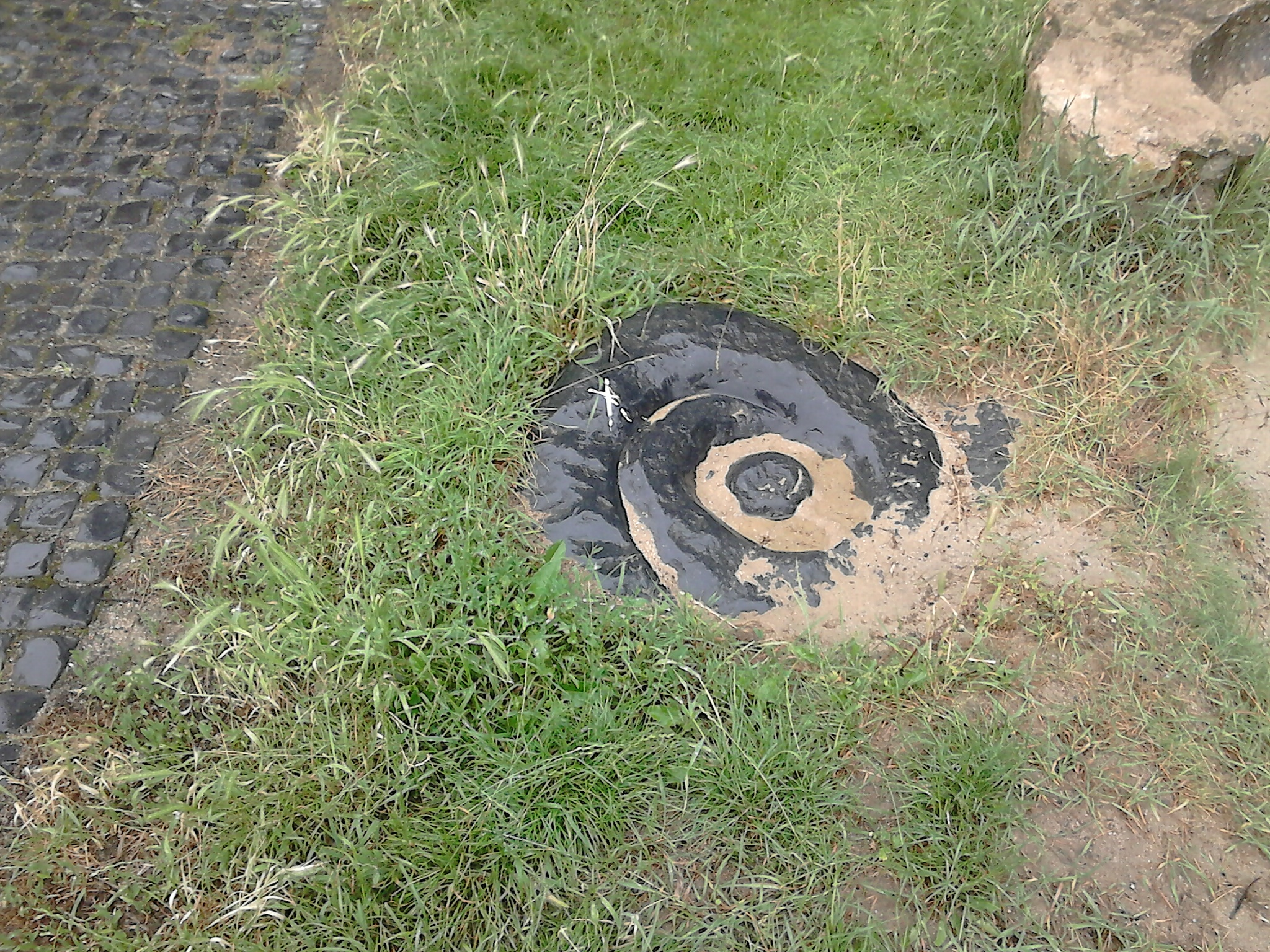
Nahe der Brücke über Sand liegende Schnecke
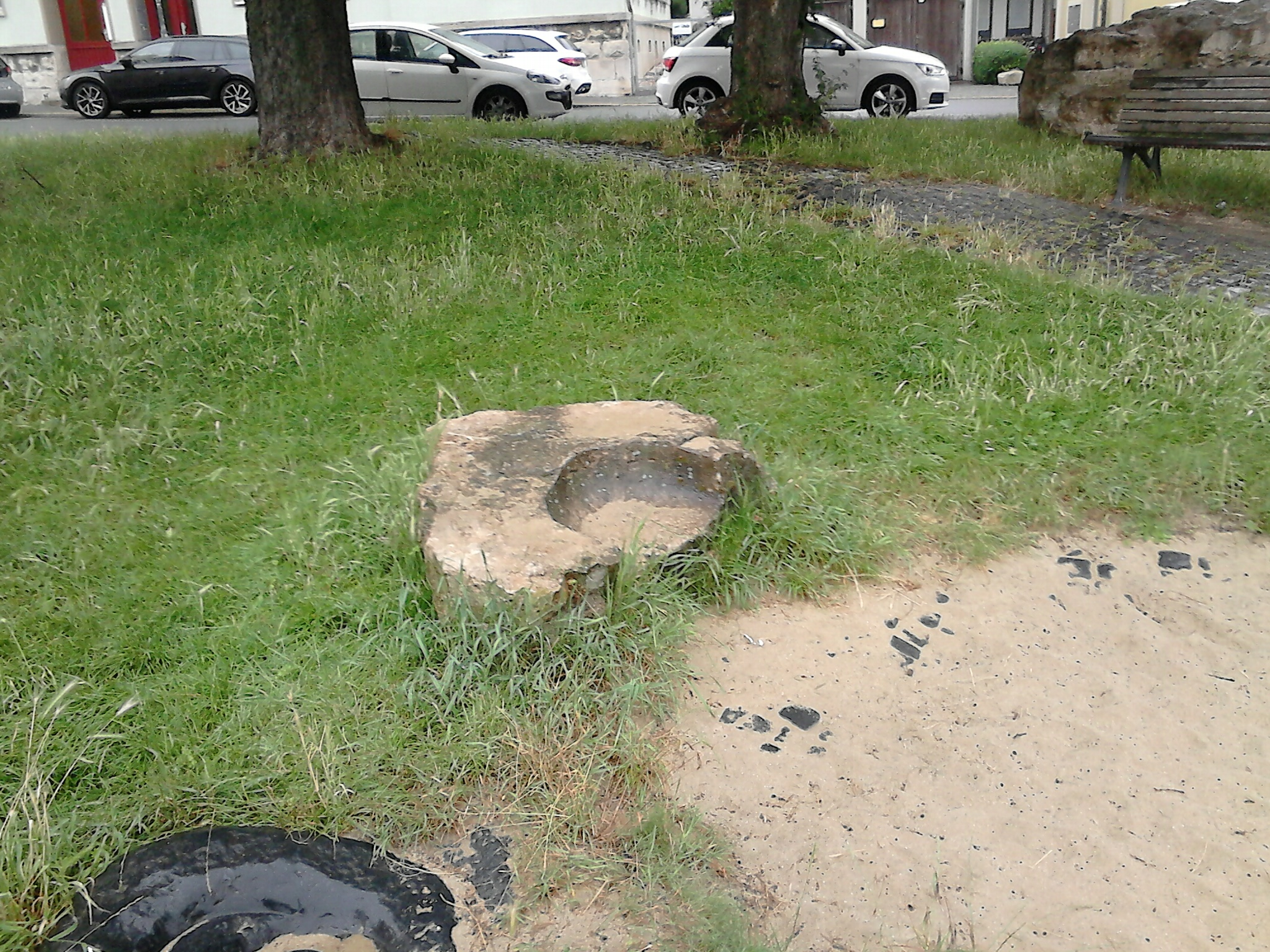
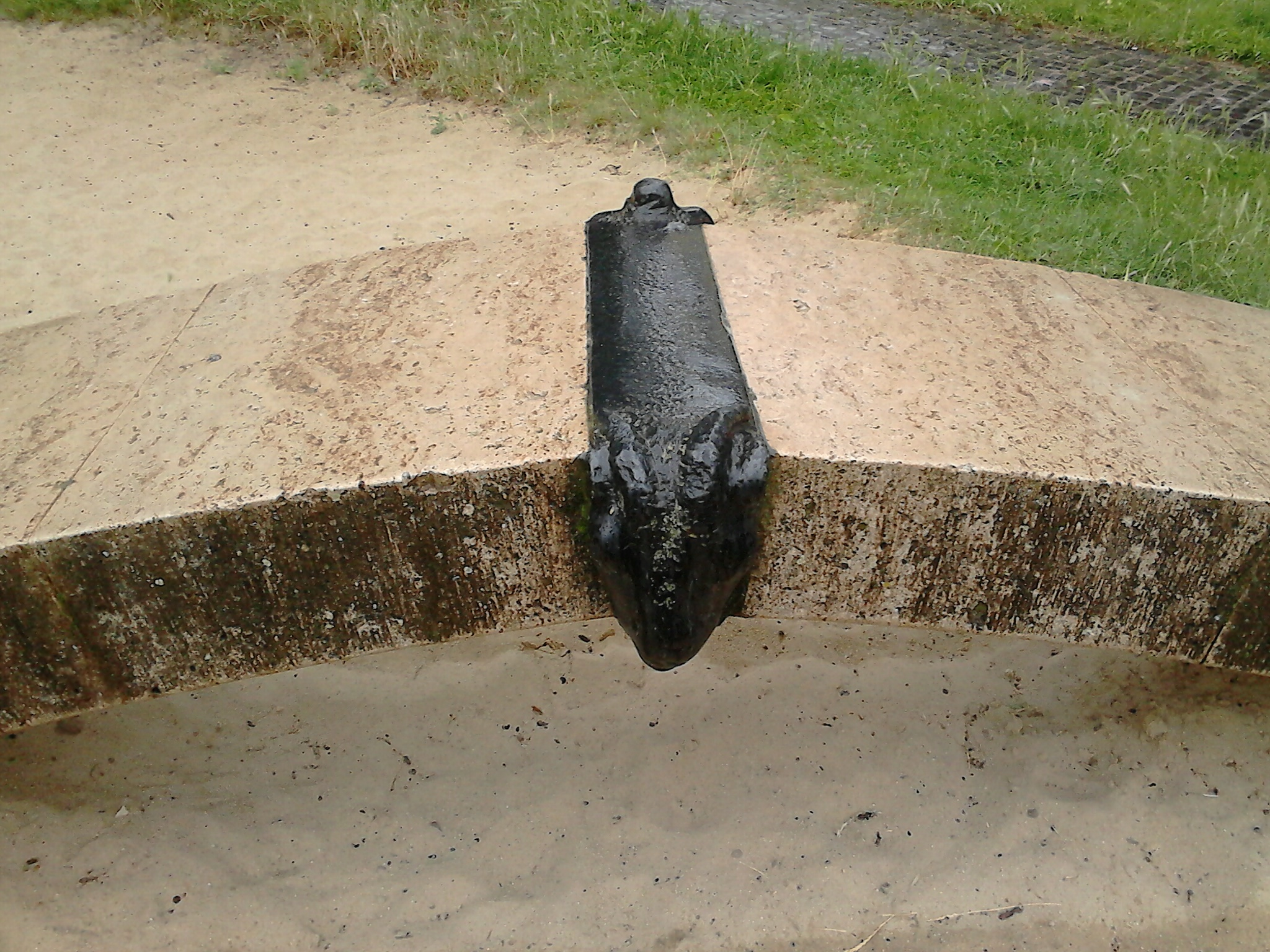
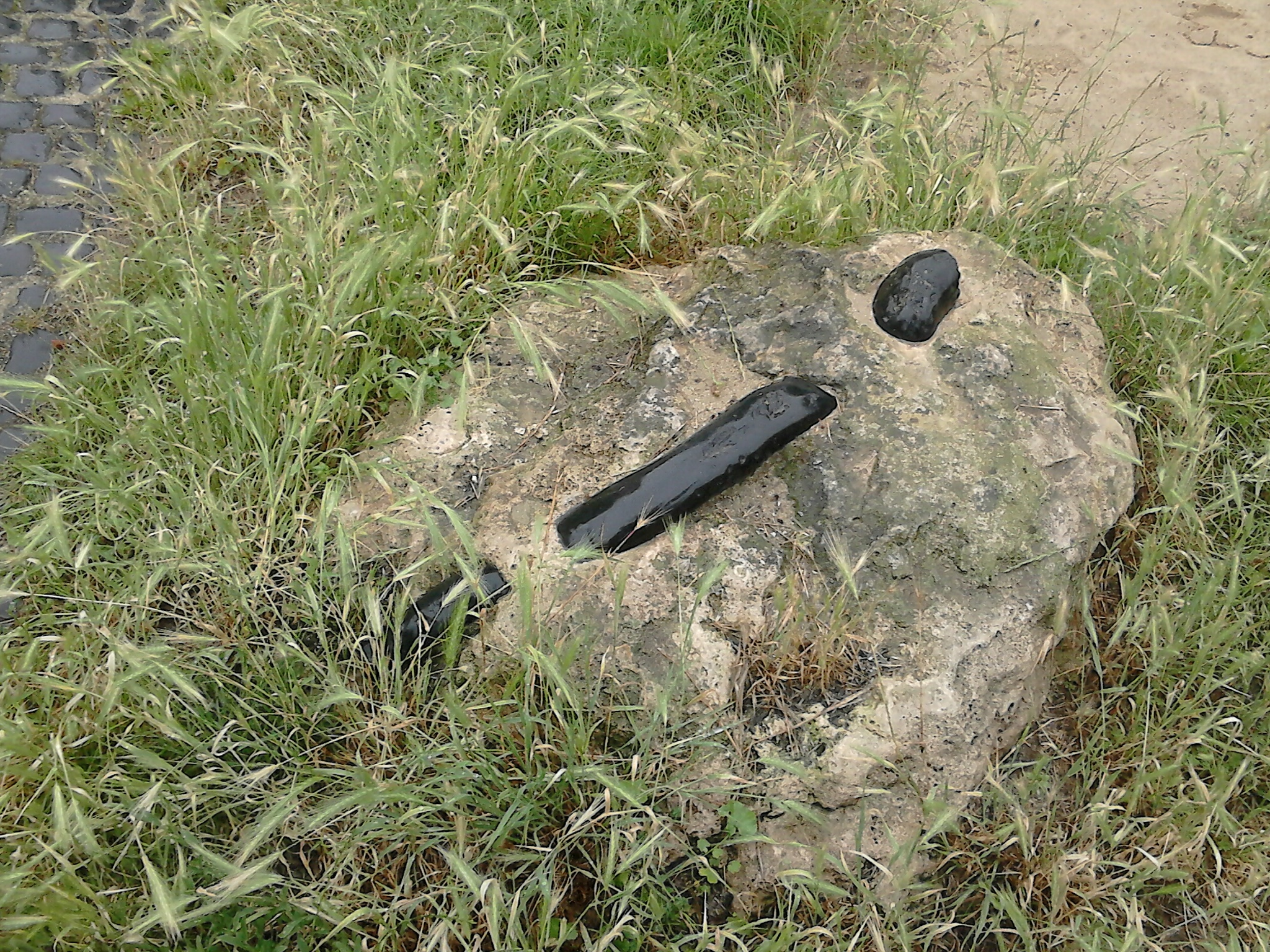
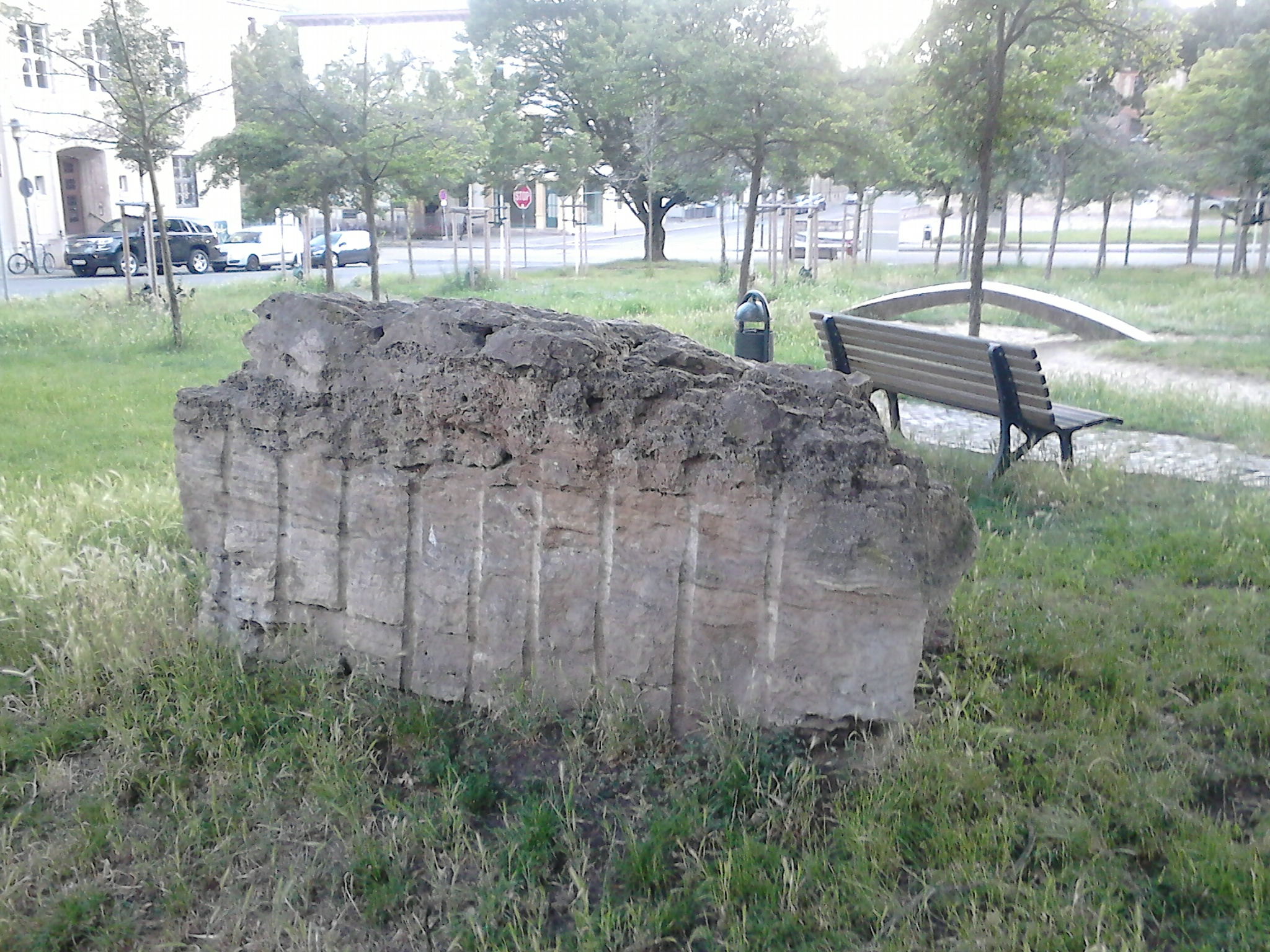